# Ambasciata d'Ucraina nella Repubblica Italiana
L'Ambasciata d'Ucraina nella Repubblica Italiana (in ucraino Посольство України в Італійській Республіці?, Posol'stvo Ukraïny v Italijs'kij Respublici) è la missione diplomatica ucraina in Italia, e ha sede a Roma.

## Ambasciata

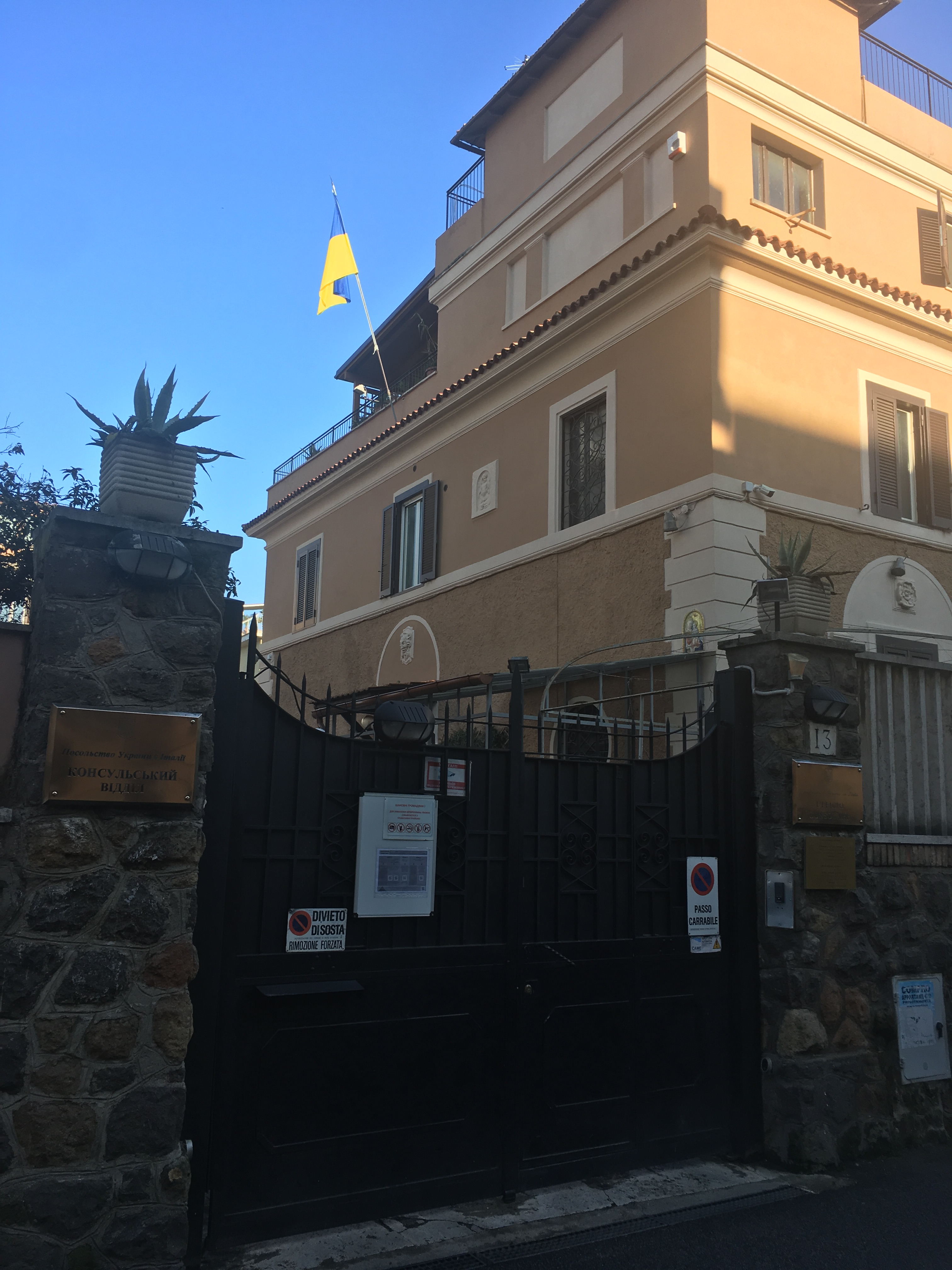
Ufficio Consolare dell'Ambasciata d'Ucraina a Roma, via Monte Pamaggiore, 13

Compito principale dell'ambasciata Ucraina a Roma è di rappresentare gli interessi ucraini, promuovere lo sviluppo di legami politici, economici, culturali e scientifici, nonché proteggere i diritti e gli interessi dei cittadini ucraini che si trovano in Italia.

## Consolato

Distretti consolari dell'Ucraina in Italia

L'Ucraina ha un Ufficio Consolare dell'Ambasciata dell'Ucraina a Roma, un Consolato generale a Milano e Napoli, e 7 consolati onorari, a Torino, Catania, Treviso, Cagliari, Firenze, Bari e Padova.

## Storia delle relazioni diplomatiche

### Missione diplomatica della Repubblica popolare ucraina a Roma 1919-1920.
Dall'inizio della formazione della Repubblica Popolare Ucraina, le missioni diplomatiche di Kyiv sono state inviate in diversi paesi dell'Europa occidentale. Loro compito principale era quello di informare ampiamente i leader dei paesi dell'Intesa sulla situazione in Ucraina per cercare di ottenere da questi paesi il riconoscimento della Repubblica Popolare Ucraina come Stato sovrano indipendente.
Considerando che il governo italiano non aveva riconosciuto l'Ucraina come stato indipendente, la missione diplomatica della Repubblica popolare ucraina non possedeva status ufficiale, lavorando a Roma in condizioni al limite della legalità. La missione era guidata da Dmytro Antonovych, figlio del famoso storico ucraino.

### Missione diplomatica dell'Ucraina indipendente
La Repubblica Italiana ha riconosciuto il 28 dicembre 1991 l'Ucraina, proclamata indipendente il 24 agosto 1991. Il 29 gennaio 1992 furono stabilite relazioni diplomatiche.. L'Ambasciata d'Ucraina a Roma ha iniziato il suo lavoro nel 1993.

## Ambasciatori dell'Ucraina in Italia
1. Dmytro Antonovyč (1919-1920) Capo della missione diplomatica della Repubblica Popolare Ucraina nel Regno d'Italia
2. Anatolij Orel (1992-1997) Ambasciatore Straordinario e Plenipotenziario nella Repubblica Italiana
3. Volodymyr Jevtuch (1997-1999) Ambasciatore Straordinario e Plenipotenziario nella Repubblica Italiana
4. Borys Hudyma (1999-2004) Ambasciatore Straordinario e Plenipotenziario nella Repubblica Italiana
5. Anatolij Orel (2004-2005) Ambasciatore Straordinario e Plenipotenziario nella Repubblica Italiana
6. Heorhij Černjavs'kyj (2005-2012) Ambasciatore Straordinario e Plenipotenziario nella Repubblica Italiana
7. Jevhen Perelyhin (2012-2020) Ambasciatore Straordinario e Plenipotenziario nella Repubblica Italiana[2]
8. Jaroslav Mel'nyk (dal 2020) Ambasciatore Straordinario e Plenipotenziario nella Repubblica Italiana[3]